# 伊利內茨凱
49°10′50″N 29°12′40″E / 49.18056°N 29.21111°E
伊利內茨凱（烏克蘭語：Іллінецьке），是烏克蘭西南部文尼察州文尼察區的村落，隸屬伊林齊市鎮，始建於1986年，面積0.76平方公里，海拔高度263米，2001年人口763，人口密度每平方公里1,003.95人。